# 風張蓮
風張 蓮（かざはり れん、1993年2月26日 - ）は、岩手県九戸郡九戸村出身の元プロ野球選手（投手）。右投右打。
妻は女優の松岡亜由美。

## 経歴

### プロ入り前
小学3年の時に地元の野球クラブで野球を始めた。岩手県立伊保内高校在学中には、春夏ともに甲子園球場での全国大会へ出場できなかったが、3年時にはNPB球団のスカウトから注目されていた。この時にはプロ志望届を提出せず、北海道網走市にキャンパスを擁する東京農業大学生物産業学部へ進学した。
大学では1年春から、北海道学生野球リーグの公式戦に登板。リーグ戦通算16勝3敗、防御率1.69という成績を残し、2・3年時には大学日本代表候補へ選ばれた。4年秋には5勝でリーグ最優秀投手、ベストナインを受賞して明治神宮大会出場するも1回戦で1回を投げて降板、同期の玉井大翔、1年下の井口和朋の活躍でチームは準々決勝まで進んだが以後は自身の登板なし。2014年のドラフトで、東京ヤクルトスワローズから2位指名を受け、契約金7000万円、年俸1200万円（金額は推定）という条件で入団した。背番号は32で、九戸村出身者としては初めてのプロ野球選手になった。担当スカウトは八重樫幸雄。

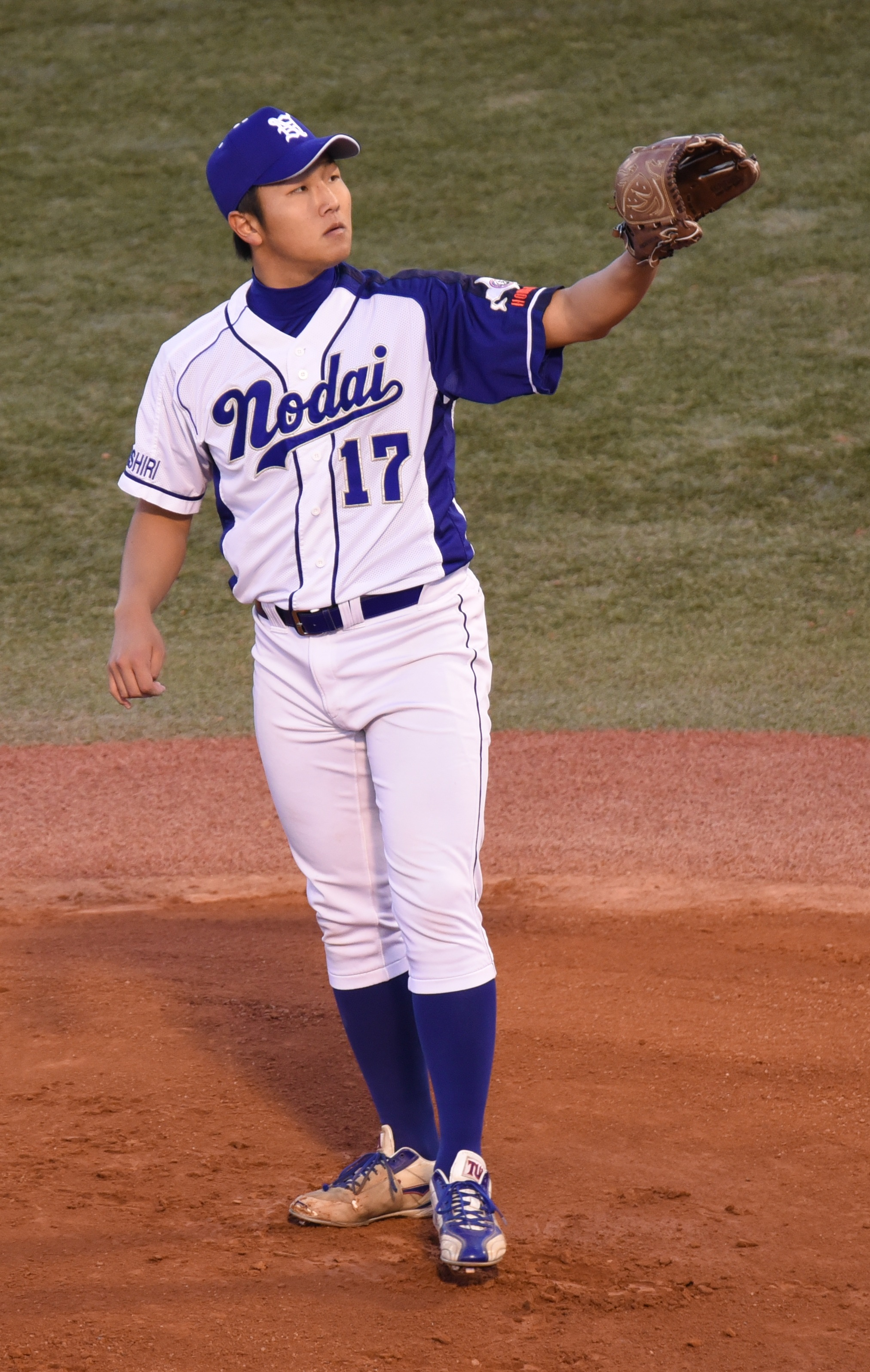
東京農業大学北海道オホーツク時代
（2014年11月15日、明治神宮球場にて）

### ヤクルト時代
2015年は、3月29日にイースタン・リーグの対北海道日本ハムファイターズ戦（ヤクルト戸田球場）で、先発投手として公式戦デビュー。初回に一死を取ったが、11球目に危険球宣告され退場。5月3日の対広島東洋カープ戦（明治神宮野球場）で、先発投手として一軍の公式戦にもデビュー。先頭打者の田中広輔を凡退させたものの、8球目が2番打者菊池涼介の頭部への死球になり危険球宣告され退場。一軍公式戦への登板機会はこの試合だけだったが、6月29日に神宮球場で催された「侍ジャパン大学日本代表 対 NPB選抜」には、NPB選抜の8番手投手として登板。イースタン・リーグ公式戦では、通算12試合の登板で、1勝6敗、防御率5.02という成績を残した。
2016年は、オール救援で一軍公式戦8試合に登板。勝敗は付かず、防御率は8.10だった。イースタン・リーグ公式戦では、通算41試合の登板で、3勝4敗3セーブ、防御率3.42を記録。その一方で、シーズン中の8月8日に、女優の松岡亜由美と結婚した。
2017年は、3試合で防御率6.75の成績に終わった。オフに背番号を64に変更した。
2018年は、4月3日に一軍に昇格。4月7日に先発の石川雅規が崩れ4回から登板した後チームが逆転した結果、2回無失点でプロ初勝利を挙げた。ここで結果を残したことからシーズンでも登板機会が増加。シーズン中盤に1度抹消されるが、再昇格後はホールドが付く機会での登板もあり、最終的に53試合に登板するなど飛躍のシーズンとなった。
2019年、2020年はいずれもイースタン・リーグでは防御率1点台と結果を残しながら、一軍に上がると打ち込まれる試合が続き、2年続けて10試合あまりの登板で防御率7点台に終わった。2020年11月2日、球団から戦力外通告を受けたことが発表された。これにより2014年のドラフト会議でスワローズから指名された8選手（うち育成指名1選手）全員が、わずか6シーズンの間に退団することとなった。12月7日には神宮球場で行われた12球団合同トライアウトに参加。12月の屋外球場という条件の中、参加全投手の中で最速となる149km/hを記録するとともに打者3人を三振・一邪飛・三振に抑える好結果を残した。

### DeNA時代
2020年12月10日、横浜DeNAベイスターズとの契約に合意したことが発表された。推定年俸は1200万円で、背番号はヤクルト時代と同じ64に決まった。
2021年7月10日、イースタン・リーグの対千葉ロッテマリーンズ戦（野手が足りないため、DHを使わずに投手も打順に入った）において、3回裏の打席で二塁打を放った。一軍では5試合に登板し、防御率7.71を記録。10月5日に2年連続となる戦力外通告を受けた。

### 米独立リーグ時代
2021年12月8日にメットライフドームで行われた12球団合同トライアウトに2年連続で参加。打者3人を一ゴロ・遊ゴロ・四球に抑えた。NPBからは声がかからなかったが、ルートインBCリーグ・茨城アストロプラネッツGMの色川冬馬が企画・運営するアリゾナ・スカウティング・リーグ（ASL）に参加。日米各リーグのスカウトを前に紅白戦形式のトライアウトに臨み、3試合計4回で3失点、6奪三振、最速92マイル（約148km/h）と結果を残し、2022年2月に米独立リーグ・アトランティックリーグのケンタッキー・ワイルドヘルス・ゲノムスと契約した。
ゲノムスでは開幕から4試合（4.2イニング）に登板して、0勝0敗、防御率9.64、5奪三振という成績だった。NPBへのトレード期限となる7月末までにオファーがなかったため、8月1日付でチームを退団して帰国した。10月8日に開催されたトークイベントにおいて、現役引退を発表した。

## 選手としての特徴
最速152km/hのストレートを持つ。変化球はフォークやスライダーなどを投げる。

## 詳細情報

### 年度別投手成績
| 年 度     | 球 団     | 登 板 | 先 発 | 完 投 | 完 封 | 無 四 球 | 勝 利 | 敗 戦 | セ 丨 ブ | ホ 丨 ル ド | 勝 率 | 打 者 | 投 球 回 | 被 安 打 | 被 本 塁 打 | 与 四 球 | 敬 遠 | 与 死 球 | 奪 三 振 | 暴 投 | ボ 丨 ク | 失 点 | 自 責 点 | 防 御 率 | W H I P |
| --------- | --------- | ----- | ----- | ----- | ----- | -------- | ----- | ----- | -------- | ----------- | ----- | ----- | -------- | -------- | ----------- | -------- | ----- | -------- | -------- | ----- | -------- | ----- | -------- | -------- | ------- |
| 2015      | ヤクルト  | 1     | 1     | 0     | 0     | 0        | 0     | 0     | 0        | 0           | ----  | 2     | 0.1      | 0        | 0           | 0        | 0     | 1        | 0        | 0     | 0        | 0     | 0        | 0.00     | 0.00    |
| 2016      | ヤクルト  | 6     | 0     | 0     | 0     | 0        | 0     | 0     | 0        | 0           | ----  | 53    | 10.0     | 18       | 2           | 5        | 0     | 0        | 10       | 0     | 0        | 9     | 9        | 8.10     | 2.30    |
| 2017      | ヤクルト  | 3     | 0     | 0     | 0     | 0        | 0     | 0     | 0        | 0           | ----  | 16    | 4.0      | 3        | 1           | 1        | 0     | 0        | 3        | 0     | 0        | 3     | 3        | 6.75     | 1.00    |
| 2018      | ヤクルト  | 53    | 0     | 0     | 0     | 0        | 2     | 4     | 0        | 4           | .333  | 241   | 57.2     | 48       | 11          | 22       | 0     | 1        | 61       | 4     | 0        | 30    | 28       | 4.37     | 1.21    |
| 2019      | ヤクルト  | 14    | 0     | 0     | 0     | 0        | 0     | 0     | 0        | 1           | ----  | 95    | 19.0     | 23       | 5           | 15       | 0     | 2        | 17       | 1     | 0        | 15    | 15       | 7.11     | 2.00    |
| 2020      | ヤクルト  | 11    | 1     | 0     | 0     | 0        | 0     | 0     | 0        | 0           | ----  | 75    | 14.2     | 22       | 2           | 9        | 0     | 1        | 11       | 2     | 0        | 13    | 13       | 7.98     | 2.11    |
| 2021      | DeNA      | 5     | 0     | 0     | 0     | 0        | 0     | 0     | 0        | 0           | ----  | 33    | 7.0      | 12       | 2           | 0        | 0     | 0        | 6        | 0     | 0        | 6     | 6        | 7.71     | 1.71    |
| 通算：7年 | 通算：7年 | 93    | 2     | 0     | 0     | 0        | 2     | 4     | 0        | 5           | .333  | 515   | 112.2    | 126      | 23          | 52       | 0     | 5        | 108      | 7     | 0        | 76    | 74       | 5.91     | 1.58    |

- 2021年度シーズン終了時

### 年度別守備成績
| 年 度 | 球 団    | 投手  | 投手  | 投手  | 投手  | 投手  | 投手     |
| 年 度 | 球 団    | 試 合 | 刺 殺 | 補 殺 | 失 策 | 併 殺 | 守 備 率 |
| ----- | -------- | ----- | ----- | ----- | ----- | ----- | -------- |
| 2015  | ヤクルト | 1     | 0     | 0     | 0     | 0     | ----     |
| 2016  | ヤクルト | 6     | 0     | 1     | 0     | 0     | 1.000    |
| 2017  | ヤクルト | 3     | 1     | 0     | 0     | 0     | 1.000    |
| 2018  | ヤクルト | 53    | 2     | 11    | 0     | 0     | 1.000    |
| 2019  | ヤクルト | 14    | 3     | 3     | 0     | 0     | 1.000    |
| 2020  | ヤクルト | 11    | 0     | 5     | 0     | 0     | 1.000    |
| 2021  | DeNA     | 5     | 0     | 0     | 0     | 0     | ----     |
| 通算  | 通算     | 93    | 6     | 20    | 0     | 0     | 1.000    |

- 2021年度シーズン終了時

### 記録
初記録
投手記録
- 初登板・初先発登板：2015年5月3日、対広島東洋カープ7回戦（明治神宮野球場）、1/3回無失点[19]
- 初奪三振：2016年4月19日、対阪神タイガース4回戦（阪神甲子園球場）、8回裏に江越大賀から空振り三振
- 初勝利：2018年4月7日、対読売ジャイアンツ2回戦(明治神宮野球場)、4回表に2番手で救援登板、2回無失点
- 初ホールド：2018年6月16日、対北海道日本ハムファイターズ2回戦(札幌ドーム)、6回裏に2番手で救援登板、1回無失点

その他の記録
- プロ初登板での危険球退場：初登板参照、1回表に5球目を菊池涼介へ頭部死球 ※史上3人目、先発登板では史上初

### 背番号
- 32（2015年 - 2017年）
- 64（2018年 - 2021年）

### 登場曲
- 「Calling All Hearts」DJ Cassidy（英語版）（2015年 - 2018年）
- 「The Wizard’s Last Rhymes」Rhapsody of Fire（2019年 - ）